# هوري
الهوري هو أحد السفن البسيطة المستخدمة في صيد الأسماك في الكويت.
الهوري عبارة عن قارب صغير منحوت من جذع شجرة الفنص. يستورد الهوري من الهند و يستخدم أيضاً كوسيلة تنقل من و إلى السفن الأكبر حجماً. و لا يتسع الهوري لأكثر من 5 أشخاص، و لا يزيد طوله عن 15 قدم إلا نادراً. و يزود الهوري بمجدافان.